# Линкозамиды
Линкозамиды — группа антибиотиков, ингибирующих синтез белка рибосомами. В большинстве случаев линкозамиды оказывают бактериостатическое действие, а в  высоких концентрациях и к высокочувствительным микроорганизмам  могут обладать бактерицидными свойствами.

Линкомицин

Клиндамицин

## Механизм действия
Действие линкозамидов обусловлено подавлением в бактериальных клетках синтеза белка. Антибиотик связывает нуклеотидную субъединицу 23S большой субъединицы бактериальной рибосомы 50S и приводит к преждевременной диссоциации комплекса пептидил-тРНК с рибосомы.
Используется[что?][уточнить] при инфекциях, вызванных грамположительными кокками (преимущественно в качестве препаратов второго ряда) и неспорообразующей анаэробной флорой. Их обычно сочетают с антибиотиками, влияющими на грамотрицательную флору (например, аминогликозидами).

## Фармакокинетика
Линкозамиды устойчивы к действию соляной кислоты желудочного сока, их приём не привязан к приёмам пищи.
После приема внутрь линкозамиды быстро всасываются, распределяются в большинстве тканей организма, но плохо проходят сквозь гематоэнцефалический барьер.

## Состав группы
- Линкомицин — природный антибиотик[1].
- Клиндамицин — полусинтетический аналог линкомицина[1].

## Целевые микроорганизмы
Целевыми микроорганизмами для линкозамидов являются чувствительные к ним стафилококки за исключением метициллинорезистентного золотистого стафилококка, стрептококки, пневмококки, пептококк, пептострептококки, фузобактерии, бактероиды. 